# Rypobius fiorianus
Rypobius fiorianus is een keversoort uit de familie molmkogeltjes (Corylophidae). De wetenschappelijke naam van de soort werd in 1886 gepubliceerd door Andrew Matthews.